# Rakovec (żupania zagrzebska)
Rakovec – wieś w Chorwacji, w żupanii zagrzebskiej, w gminie Rakovec. W 2011 roku liczyła 236 mieszkańców.